# Nyulászi László
Nyulászi László (Budapest, 1957. június 24. –) Széchenyi-díjas magyar vegyészmérnök, egyetemi tanár, a Magyar Tudományos Akadémia rendes tagja.

## Élete
1981-ben diplomázott a Budapesti Műszaki Egyetemen, majd a BME Szervetlen és Analitikai Kémia Tanszékének munkatársa lett. 1986-ban doktorált. 1989–90-ben a Southamptoni Egyetem vendégoktatója volt. 1994-ben a BME egyetemi docense, 1998-ban az MTA doktora lett. 1999-ben nevezték ki egyetemi tanárnak. 
1997–98-ban a Kaiserslauterni és az Erlangeni Egyetem, 2005-ben a Bonni Egyetem vendégprofesszora volt. Dolgozott a BME Szervetlen és Analitikai Kémia Tanszék és az Oláh György Doktori Iskola vezetőjeként is. 2019-ben a Magyar Tudományos Akadémia levelező, 2025-ben rendes tagjává választották.
Szakterülete a szervetlen kémia, kutatási területe az aromásság szerepe fémorganikus vegyületek stabilizálásában, a foszfortartalmú vegyületek elektronszerkezet és stabilitásvizsgálata, az ionos folyadékok szerkezeti kérdései és reaktivitása, valamint a karbének és szililének stabilitásának és katalitikus hatásának vizsgálata.

## Díjai, elismerései
- Polányi Mihály-díj (2010)
- Szent-Györgyi Albert-díj (2012)
- Széchenyi-díj (2025)